# 阿根湖
47°46′34″N 9°55′38″E / 47.776094°N 9.927172°E

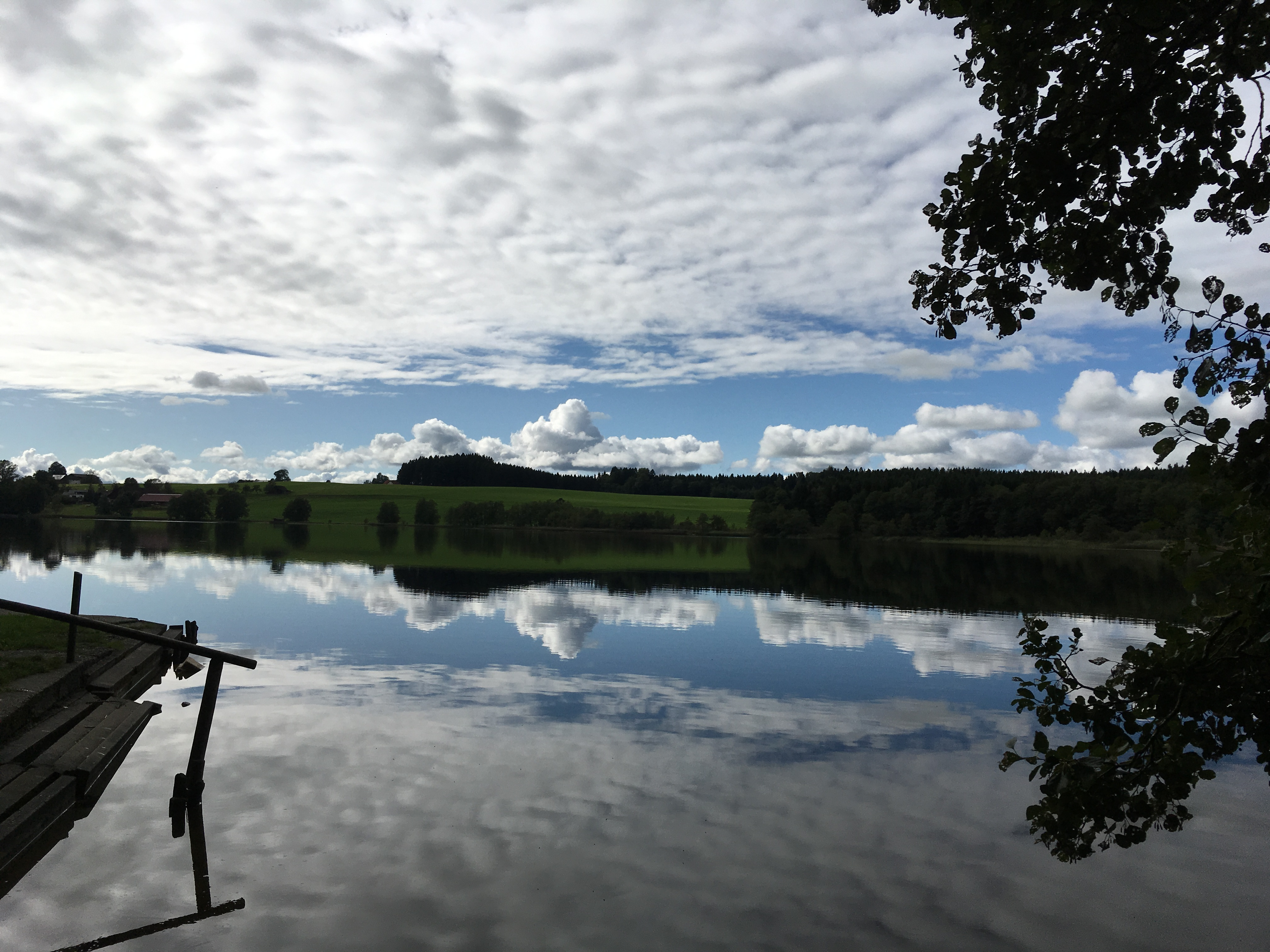

阿根湖（德語：Argensee），是德國的湖泊，位於該國西南部，由巴登-符騰堡州負責管轄，處於基斯萊格，面積0.27平方公里，海拔高度655米，平均水深4米，最大水深8米，水體容量108萬立方米。